# Палацци, Андреа
Андреа Палацци (итал. Andrea Palazzi; родился 24 февраля 1996 года) — итальянский футболист, полузащитник клуба «Монца».

## Клубная карьера
Андреа воспитывался в системе «Интернационале», а с сезона 2014/15 начал привлекаться к играм команды. Он дебютировал за «нерадзурри» 6 ноября 2014 года в матче Лиги Европы против «Сент-Этьенна».
В январе 2019 года Палацци перешел в «Монцу» на правах аренды.

## Карьера в сборной
В 2013 году Андреа дебютировал в составе юношеской сборной Италии до 17 лет и в её составе выиграл серебряную медаль юношеского чемпионата Европы до 17 лет.

## Достижения
- Финалист чемпионата Европы (до 17 лет): 2013